# Henri Navarre
Pour les articles homonymes, voir Navarre.
Henri Eugène Navarre né le 31 juillet 1898 à Villefranche-de-Rouergue et mort le 22 juin 1983 à Paris 5e), est un général  français. 
Il combat pendant la Première et la Seconde Guerre mondiale et commande le corps expéditionnaire français en Extrême-Orient pendant la guerre d'Indochine entre mai 1953 et juin 1954.

## Origines familiales
Henri Navarre est le fils d'Octave Navarre, professeur honoraire de grec à la faculté de Toulouse et de Marie Dupuy (1872-1947). Le frère de celle-ci, Charles Dupuy, polytechnicien, est officier d'artillerie. Son grand-père maternel, Henri Dupuy, est un enseignant, devenu inspecteur d'académie à Toulouse.

## Carrière militaire

### Première Guerre mondiale
En 1916, Henri Navarre entre à l'École spéciale militaire de Saint-Cyr promotion 1916-1917 « Des drapeaux et de l’Amitié américaine ». Il est envoyé au front en mai 1917 au 2e régiment de hussards. Le 15 août 1917, l’aspirant Henri Navarre, rejoint le 4e escadron avant de prendre le commandement d’un peloton au 2e escadron le 1er novembre de la même année. Nommé sous-lieutenant à titre temporaire (21 avril 1918) au 2e escadron, il est cité à l’ordre de la 4e Brigade Légère pour son action entre le 28 septembre et le 4 octobre 1918 et reçoit la croix de guerre 1914-1918 avec étoile de bronze. Détaché pour suivre les cours de la promotion 1916-1917 de St-Cyr dès le 21 février 1919, il est finalement rayé des contrôles du 2e régiment de hussards le 11 mars 1919.

### Entre-deux-guerres
De 1919 à 1921, Navarre fait la campagne de Syrie dans un régiment de spahis. Il est affecté en Allemagne dans un régiment de chasseurs à cheval en 1922.
En 1927, il entre à l'École supérieure de guerre. Il participe à la pacification du Grand Atlas et du Sud marocain de 1930 à 1934.
De 1934 à 1936, il est capitaine au 11e régiment de cuirassiers. Il entre ensuite au Service de Renseignements de l'État-Major de l'Armée dont il dirige la section « allemande » de 1938 à 1940. En 1939, avant l'entrée en guerre, il élabore le projet « Desperado » d'élimination d'Adolf Hitler par un attentat suicide perpétré par un ancien des Brigades internationales. Peu soutenu par son supérieur, le colonel Rivet, ce projet sera refusé par le président du conseil Édouard Daladier.

### Seconde Guerre mondiale
Après l'Armistice, Navarre poursuit ses activités dans l'Armée d'armistice et est nommé chef du 2e bureau du général Weygand à Alger chargé à la fois du renseignement et du contre-espionnage. Rappelé en 1942 pour ses actions antiallemandes, il entre alors dans la clandestinité et devient chef du SR de l'ORA. Il participe ensuite à la libération de la France et à la campagne d'Allemagne à la tête d'un régiment blindé, le 3e régiment de spahis marocains (3e RSM) (en 1945), de la 1re Armée. Il est promu général de brigade en 1945.

### Après la guerre
Affecté en Allemagne dès 1945, il occupe différents postes et notamment ceux de commandant de la 5e division blindée et chef d'état-major du maréchal Juin.
Hormis un bref séjour en Algérie où il occupe, de 1948 à 1949, le poste de commandant de la division de Constantine (il fait ainsi la connaissance de René Mayer, le député de Constantine), il reste en Allemagne jusqu'en mai 1953 où il occupe le poste de secrétaire général des forces françaises d'occupation, puis de chef d'état-major du Centre-Europe à compter d'octobre 1952.
Il est nommé général de corps d'armée en 1952.

### Indochine
En mai 1953, à la demande expresse du président du Conseil René Mayer et malgré ses réserves, Navarre remplace le général Salan au poste de commandant en chef des forces françaises en Indochine. Général peu connu, proche du général Juin, Navarre représente, selon Jean Pouget qui fut son aide de camp en Indochine, « un des types les plus purs du militaire occidental » : « Sa mécanique cérébrale, admirable de précision, formée aux raisonnements glacés des synthèses de renseignements, ne voudrait connaître que les données techniques du problème, les chiffres des besoins, les calendriers d'exécution, car là s'arrête la compétence du commandant en chef. »
Navarre est chargé par Mayer de trouver une « sortie honorable » à la guerre. Après une tournée d'inspection sur le terrain, il retourne en juillet à Paris pour proposer un plan.
Après avoir évacué la base de Na San du 7 au 12 août 1953, Navarre a l'intention d'adopter une attitude défensive dans le Tonkin avec néanmoins des opérations ponctuelles (« Hirondelle », « Camargue » et « Mouette »), tout en continuant la pacification de la Cochinchine en attendant que l'Armée nationale vietnamienne prenne le relais ; il lancera ainsi en janvier 1954 l'opération Atlante en Centre-Annam pour éliminer les unités militaires du Vietminh et permettre aux forces du régime de l'empereur Bảo Đại de prendre le contrôle politique et administratif de cette zone.
Ses demandes de renforts restent vaines auprès du gouvernement. Pourtant, Navarre se décide à investir en novembre 1953 la plaine de Dien Bien Phu (opération Castor) et d'y installer un camp retranché destiné à prévenir les attaques du Vietminh contre le protectorat du Laos. Cette décision de s'installer dans une plaine entourée de collines est un choix militairement audacieux mais assumé par le général Navarre car ce positionnement dangereux fait partie de sa stratégie et que les moyens à sa disposition ne lui permettent d'envisager que des batailles défensives visant à épuiser des forces ennemies qui sont, à ce stade de la guerre, très organisées et supérieures en hommes et en matériels. Persuadé du bien-fondé de sa stratégie, le général pense qu'en se positionnant à Dien Bien Phu, il attirera l'armée vietminh qu'il pourra vaincre, malgré son positionnement désavantageux, grâce à la supériorité de ses troupes et une bonne préparation à subir un état de siège. L'idée stratégique est donc de tendre un piège à l'armée vietminh en l'attirant vers une proie d'apparence facile afin de briser son avancée vers le Laos. Bien que préparé et informé de la préparation de l'offensive vietminh dans les collines encerclant la base française, le général Navarre ne prend pas en compte les renseignements dont il dispose.
L'armée vietminh, bien préparée (grâce notamment à du matériel chinois et russe) assiège violemment la base française pendant presque deux mois. La bataille de Diên Biên Phu, achevée le 7 mai par la reddition du corps expéditionnaire, est un échec complet pour l'armée française, prise à son propre piège.
Considéré comme le principal responsable de la chute de Dien Bien Phu, Navarre est remplacé le 3 juin 1954 par le général Ély, nommé haut-commissaire en Indochine, avec le général Salan comme adjoint militaire. Ély remplace en même temps le haut-commissaire Dejean.
En 1956, Navarre fait valoir ses droits à la retraite. La même année, il publie son livre Agonie de l'Indochine dans lequel il justifie son action en Indochine et rend la classe politique responsable de la défaite.

## Distinctions

### Françaises
- Commandeur de la Légion d'honneur
- Croix de guerre 1914–1918, étoile de bronze
- Croix de guerre 1939–1945
- Médaille de la Résistance française avec rosette (31 mars 1947)[4]

Il est titulaire de sept citations.

### Américaines
- Distinguished Service Cross (2 octobre 1945)[5]

## Ouvrages
- Agonie de l'Indochine (1953-1954), édition Plon, 1956, 348 p. (ASIN B0014R8FRS)
- Le Service de Renseignements (1871-1944), édition Plon, 1978  (ISBN 2-259-00416-4) (coécrit avec un groupe d'anciens membres du SR)
- Le Temps des Vérités (1940-1954), édition Plon, 1979, 461 p.  (ISBN 2-259-00442-3 et 978-2259004428)